# Friedrich Wilhelm Lorinser
Friedrich Wilhelm Lorinser (* 13. Februar 1817 in Niemes, Böhmen; † 27. Februar 1895 in Wien) war ein österreichischer Mediziner, Orthopäde und Botaniker.

## Leben
Friedrich Wilhelm Lorinser studierte anfangs Philosophie in Prag, wechselte dann aber zur Medizin in Prag und Wien, wo er 1839 am k.k. Operationsinstitut als Operationszögling aufgenommen wurde. Nach jeweils zwei Jahren stieg er zum Secundar-Wundarzt im Allgemeinen Krankenhause und zum Primar-Wundarzt des Bezirkskrankenhauses auf der Wieden auf.
Ab etwa 1845 untersuchte er die schädigende Wirkung von Phosphordämpfen bei der Zündholzherstellung auf die Knochen. 1848 wurde er zum Dr. chir. und 1851 zum Dr. med. promoviert.
1850 gründete er in Wien ein orthopädisches Institut, das er bald nach Unterdöbling verlegte. 1871 bis 1892 war er Direktor des Wiedner Spitals.
Er war Mitglied der Gesellschaft Deutscher Naturforscher und Ärzte.
Sein Vater war der Wundarzt Ignaz Lorinser (1771–1841). Seine Brüder waren die Mediziner Karl Ignaz (1796–1853) und Gustav (1811–1863). Mit Letzterem verfasste er 1848 ein Taschenbuch zur Flora Deutschlands und der Schweiz.
Seine Tochter Gisela (1856–1899) wurde Komponistin und Schriftstellerin, seine Tochter Minna König-Lorinser Malerin. Sein Neffe Franz (1821–1893) wandte sich der Theologie zu.